# Openjobmetis
Openjobmetis è un'agenzia per il lavoro presente sul mercato italiano attiva nella somministrazione, ricerca, ricollocazione e formazione del personale.
Nasce nel 2011 dalla fusione delle società Openjob S.p.A. e Metis S.p.A. e dal 3 dicembre 2015 è quotata nell'indice FTSE Italia All-Share della Borsa di Milano. 

## Storia
Openjob S.p.A. viene fondata da Rosario Rasizza, in seguito suo amministratore delegato, e da un gruppo di imprenditori. Due anni più tardi entra nella compagine societaria "Wisequity", fondo di private equity gestito da Wise SGR. Nel dicembre successivo la società si espande attraverso le acquisizioni di Pianeta Lavoro, In Time, QuandoccoRre e Metis, quest'ultima controllata dalla famiglia Vittorelli e fondata nel 2000 da un gruppo di investitori istituzionali tra cui Unicredit, Gruppo Generali, Gruppo PAM e Comarfin S.p.A. (poi Omniafin S.p.A.).
Nel dicembre 2011 nasce Openjobmetis, presieduta da Marco Vittorelli; nel gennaio 2013 la nuova tappa espansiva ha portato all'acquisizione di Corium S.r.l., società di outplacement italiana fondata nel 1986.
Nel 2018 viene acquisita Coverclip S.r.l., società proprietaria di Meritocracy, piattaforma specializzata nella ricerca del personale, in particolare per le professioni digitali; a distanza di qualche mese viene rilevato il 70% di HC-Human Connections S.r.l.
Dal 1º gennaio 2020 viene attivata la newco Family Care S.r.l. - Agenzia per il Lavoro, in cui si concentrano tutte le attività relative all’assistenza delle persone anziane e non autosufficienti, precedentemente gestite dalla divisione Family Care.
Sempre nel 2020 Openjobmetis acquista il 100% di Jobdisabili S.r.l., società proprietaria del marchio Jobmetoo, piattaforma digitale per la ricerca e selezione di persone con disabilità.
Corium S.r.l. e HC S.r.l. vengono poi fuse in HC S.r.l., società controllata al 100% da Openjobmetis che realizza interventi dedicati allo sviluppo e alla motivazione delle risorse umane.
A novembre 2020 nasce Seltis Hub, attiva nella ricerca e selezione di personale di Middle & Top Management, IT & Digital, Diversity & Inclusion, anche attraverso le due piattaforme Meritocracy e Jobmetoo. Viene acquisita inoltre la maggioranza dell'educational company Lyve S.r.l.. 
Nel 2021 Openjobmetis sottoscrive un accordo per l’acquisizione del 100% del capitale dell’agenzia per il lavoro Quanta S.p.A., società fusa con efficacia dal giorno 1 Gennaio 2022.
L'azienda dal 2014 è sponsor della squadra di basket di Varese, tra le più titolate d'Italia ed Europa, alla quale dà il nome Pallacanestro Openjobmetis Varese.
Nel dicembre 2023 il Gruppo ha firmato un memorandum of understanding con Groupe Crit, e nei primi mesi del 2024 verrà perfezionata l'acquisizione delle partecipazioni.  

## Il gruppo
Fanno parte del gruppo le già citate Family Care S.r.l., Seltis Hub S.r.l., Lyve S.r.l. e Openjob Consulting S.r.l., quest'ultima specializzata nella gestione delle attività formative finanziate.
A dicembre 2023 Openjobmetis acquisisce anche il 100% di Just On Business e della controllata Deine Group.
Openjobmetis fa parte di Assosomm, Associazione Nazionale delle Agenzie per il Lavoro, della quale il fondatore Rosario Rasizza è presidente.

## Azionariato
L'azionariato è il seguente:
- Plavisgas Srl[15]: 45,14%
- Groupe Crit S.A.: 31,43%
- Mercato: 15,47%
- Azioni proprie[16]: 7,95%

Il capitale sociale ammonta a 13.712.000, per 13.396.200 azioni prive di valore nominale.